# Faustino Aguilar
Faustino Aguilar (Manilla, 15 februari 1882 - aldaar, 24 juli 1955) was een Filipijns schrijver en journalist. Hij was een van de eerste Filipijnse schrijvers die door sociaal realisme in zijn literaire werk de sociaal schrijnende omstandigheden in de Filipijnen aan de kaak stelde.

## Biografie
Faustino Aguilar werd geboren op 15 februari 1882 in Malate in de Filipijnse hoofdstad Manilla. Hij studeerde aan de Ateneo de Manila en daarna aan het Colegio de San Juan de Letran. Onder het Spaanse regime was hij werkzaam als ambtenaar en douanier. Aguilar werd al op veertienjarige leeftijd lid van de ondergrondse revolutionair beweging Katipunan. Tijdens de Filipijnse Revolutie was hij lid van het kabinet van de revolutionaire regering van Emilio Aguinaldo als Minister van Binnenlandse Zaken. 
Later toen de Amerikanen de macht hadden overgenomen was hij eerst korte tijd redacteur van de Tagalog secties van 'La Patria' en daarna hoofdredacteur van de Tagalog secties 'El Renacimiento', een van de meest invloedrijke Filipijnse kranten en sterk nationalistische van aard. Later werd de Tagalog sectie van 'El Renacimiento' een eigen krant met de naam 'Muling Pagsilang', met Aguilar als directeur. Na een rechtszaak wegens smaad na de aanval op de controversiële Amerikaanse minister van Binnenlandse Zaken Dean C. Worcester ging de krant failliet. In februari 1910 werden de kranten onder leiding van Martin Ocampo opnieuw opricht onder de namen 'La Vanguardia' en 'Taliba', de Tagalog versie met Aguilair als redacteur. vanaf oktober 1913 was Aguilar assistent-directeur van het Bureau of Labor. In november 1913 volgende een promotie naar directeur van dat Bureau. En in januari 1923 werd hij gekozen tot secretaris van de Senaat van de Filipijnen. 
Aguilar schreef diverse romans over de meedogenloze en onrechtvaardige samenleving die vol stonden met aanklachten tegen het socio-politieke systeem. Hij was een van de eerste Filipijnse schrijvers die door sociaal realisme in zijn literaire werk de sociaal schrijnende omstandigheden in de Filipijnen aan de kaak stelde. Aguilar publiceerde de volgende romans: 'Busabos ng Palad' in 1909, 'Sa Ngalan ng Diyos' in 1911, 'Ang Lihim ng Isang Pulo' in 1926, 'Ang Patawad ng Patay' in 1951, 'Ang Kaligtasan' in 1951. Ook schreef hij nog een roman in de jaren '50 die niet meer werd gepubliceerd met de naam 'Kaligtasan'.
Aguilar overleed in 1955 op 73-jarige leeftijd.